# Kirchheim bei München
Pour les articles homonymes, voir Kirchheim.
Kirchheim bei München est une commune de Bavière (Allemagne), située dans l'arrondissement de Munich, dans le district de Haute-Bavière.